# 243002 Lemmy
243002 Lemmy este o planetă minoră (asteroid), cu un diametru de 2,376 km, din centura de asteroizi. A fost descoperită pe 11 octombrie 2006 la Observatorul Apache Point de Andrew C. Becker⁠(d) și a fost numită după Lemmy. 
Obiectul prezintă o orbită caracterizată de o semiaxă mare de 3,1663635484925 UAi, o excentricitate de 0,21, o înclinație de 7,3 ° în raport cu ecliptica.